# Trichosalpinx patula
Trichosalpinx patula är en orkidéart som beskrevs av Carlyle August Luer. Trichosalpinx patula ingår i släktet Trichosalpinx och familjen orkidéer. Inga underarter finns listade i Catalogue of Life.